# Pierre Droessaert

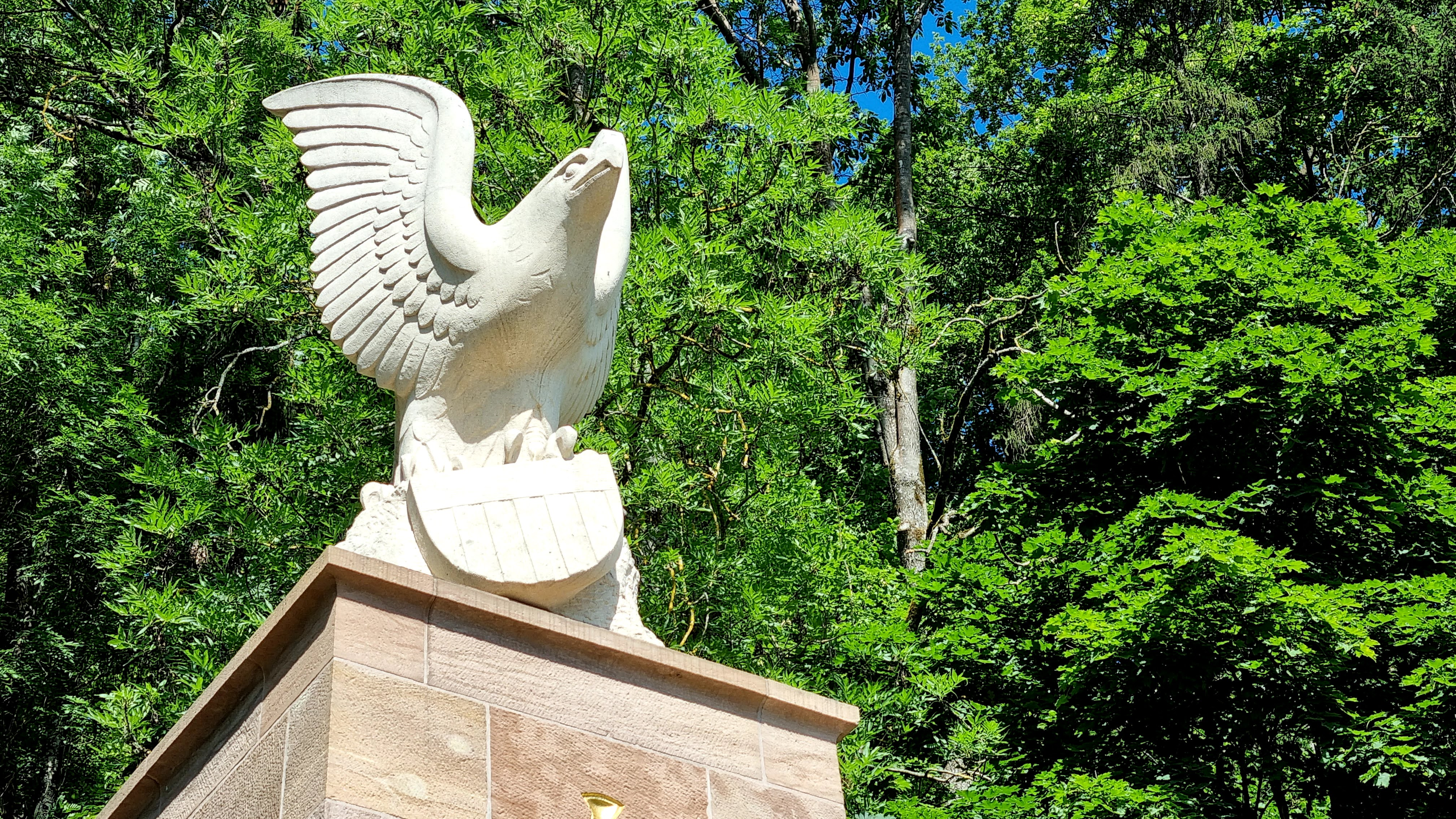
Adelaar (1954), Ettelbruck

Peter Léon Franz (Pierre) Droessaert, (Luxemburg-Stad, 30 december 1923 – aldaar, 31 december 1997) was een Luxemburgs kunstschilder en docent.

## Leven en werk
Pierre Droessaert was een zoon van caféhouder Léon Droessaert en Anna Baumbach. Hij bezocht het Lycée de garçons en het Athénée de Luxembourg. In 1943 werd hij als Luxemburgse dwangrekruut ingezet voor de Reichsarbeitsdienst en vervolgens ingedeeld bij de Wehrmacht. Hij kwam via Aken en Minsk in Vilnius terecht. Nadat hij een generaal op het doek had vastgelegd, kreeg hij als dank bijzonder verlof toegekend. Hij vroeg om overplaatsing naar Trier, maar stapte op de trein naar Luxemburg en wist zo in 1944 weer thuis te komen.
Hij studeerde na de Tweede Wereldoorlog aan de École nationale supérieure des beaux-arts (1945-1948) in Parijs en volgde cursussen aan het Institut d'art et d'archéologie. Na zijn studie liep hij stage als docent aan het Lycée de jeunes filles en aan het Lycée de garçons. In 1953 trouwde hij met de muzikante Marianne Bintner. Tot zijn pensionering in 1986 werkte Droessaert als tekenleraar bij het Lycée de garçons d'Esch-sur-Alzette en het Athénée de Luxembourg. Hij was in 1968 stichtend lid en eerste voorzitter van de Association des Professeurs d'Education Artistique (APEA).
Droessaert maakte tekeningen, schilderijen en gravures van landschappen, portretten en stillevens. Hij boetseerde ook en ontwierp onder andere de adelaar voor het Patton-monument, dat in 1954 in Ettelbruck werd geplaatst. De vogel werd in steen uitgevoerd door Aurelio Sabbatini. Droessaert werkte figuratief. De recensent van het Luxemburger Wort noemde hem in 1962 "een zeer moedig kunstenaar", omdat hij zich niet liet beperken door de mode en tijdstromen. Hij was lid van de Cercle Artistique de Luxembourg, waar hij vanaf 1974 deelnam aan de salons. In 1979 werd hij benoemd tot commandeur in de Orde van Verdienste van het groothertogdom Luxemburg.
Pierre Droessaert overleed de dag na zijn 74e verjaardag.
- Musée national d'archéologie, d'histoire et d'art: lkl004192